# Archives d'État de Sienne

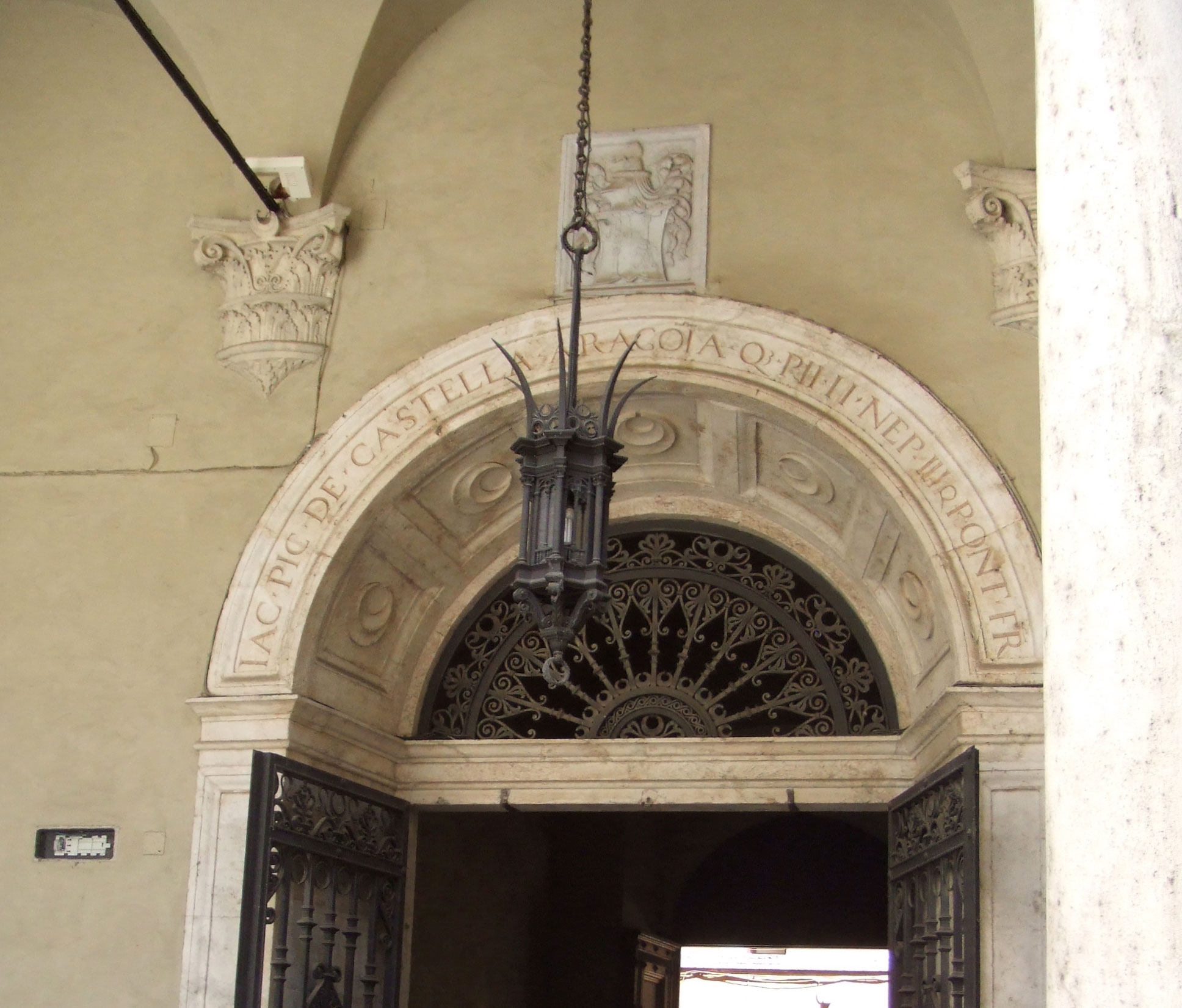
Porche de la cour intérieure du palazzo Piccolomini, accès aux Archives

Les Archives d'État de Sienne (Archivio di Stato di Siena) sont un service d'archives public relevant de l'État italien. Elles conservent les archives de la république de Sienne, de sa naissance à son annexion par la Toscane, celles produites par les administrations locales des différents États auxquels Sienne a appartenu du XVIe  au  XIXe siècle (Toscane des Médicis, puis des Habsbourg, royaume d'Étrurie, Empire français) et celles produites depuis 1860 dans le ressort de la province de Sienne par les services de la monarchie puis de la République.

## Histoire
Instituée le 17 novembre 1858 par le grand-duc de Toscane Leopold II, elles sont hébergées dans le Palazzo Piccolomini donnant sur la Piazza del Campo, un palais, édifié par la volonté de Giacomo et Andrea Piccolomini Todeschini, neveu du pape Pie II, et terminé le  12 septembre 1469, accessible par le  52 de la Via Banchi di Sotto.

## Fonds
La bibliothèque des Archivi di Stato di Siena comprend  depuis le milieu du XVIIIe siècle, environ  21 450 volumes,  277 périodiques, dont 76 actifs.
Dans le lieu même de stockage des archives dans le palais, un parcours muséal,  ouvert au public le samedi, expose d'une façon permanente :
- 105 des tavolette di Biccherna (peintures des couvertures en bois des registres de comptes de la cité) datant  de 1258 au début du XVIIIe siècle.
- des documents originaux de la gestion de la cité (codex enluminés), des documents sur le Palio de Sienne, sur sainte Catherine de Sienne et saint Bernardin de Sienne, sur des personnages siennois cités par Dante Alighieri dans sa Divine Comédie comme Giovanni Boccaccio (son testament est exposé).

## Expositions
Des expositions temporaires se tiennent également pendant la « Settimana della Cultura » : 
- Septembre 2009 : I capitoli della compagnia laicale di San Domenico in Camporegio (1341-1348), Storia, arte e restauro
- du 3 mars au 1er octobre 2011 : Siena sulla strada del Risorgimento